# Mayagüez
Mayagüez és un municipi de Puerto Rico localitzat la costa oest de l'illa, també conegut amb els noms de La Sultana del Oeste, La Ciudad de la Aguas Puras, El Pueblo del Mangó, Ciudad de Dios, Los Indios i La Cuna de Hostos. Confina amb el municipi d'Añasco i Las Marías pel nord; amb Cabo Rojo, Hormigueros i San Germán pel sud; amb Maricao i Las Marías per l'est i amb el Canal de la Mona per l'oest.

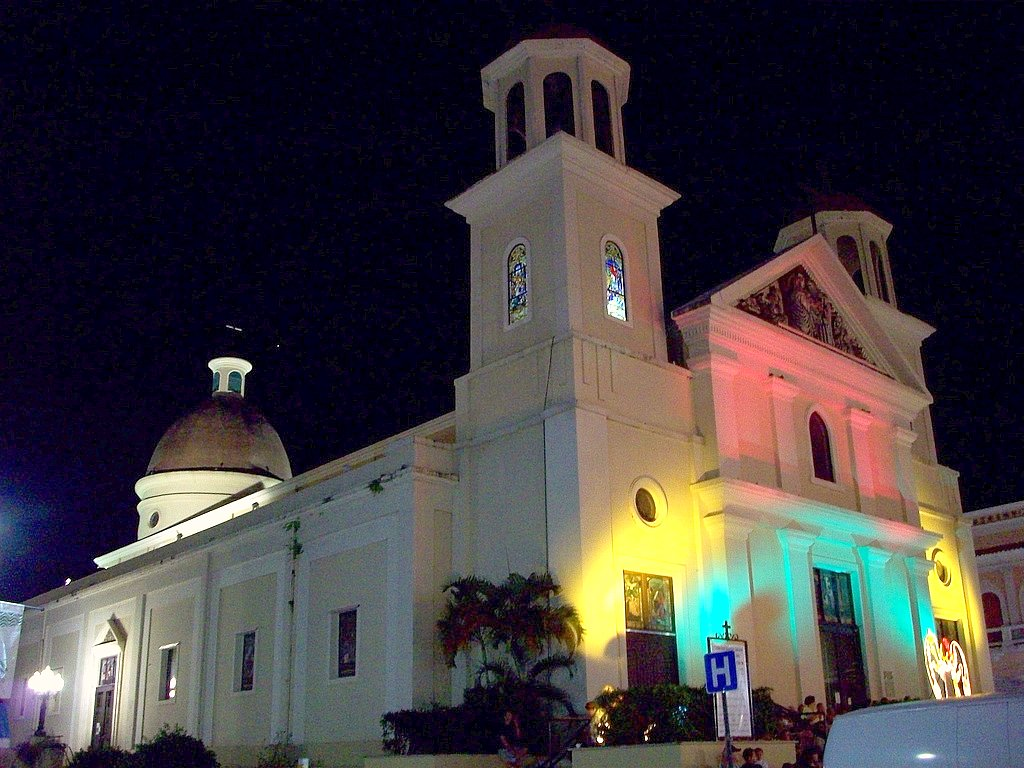
Catedral de Mayagüez

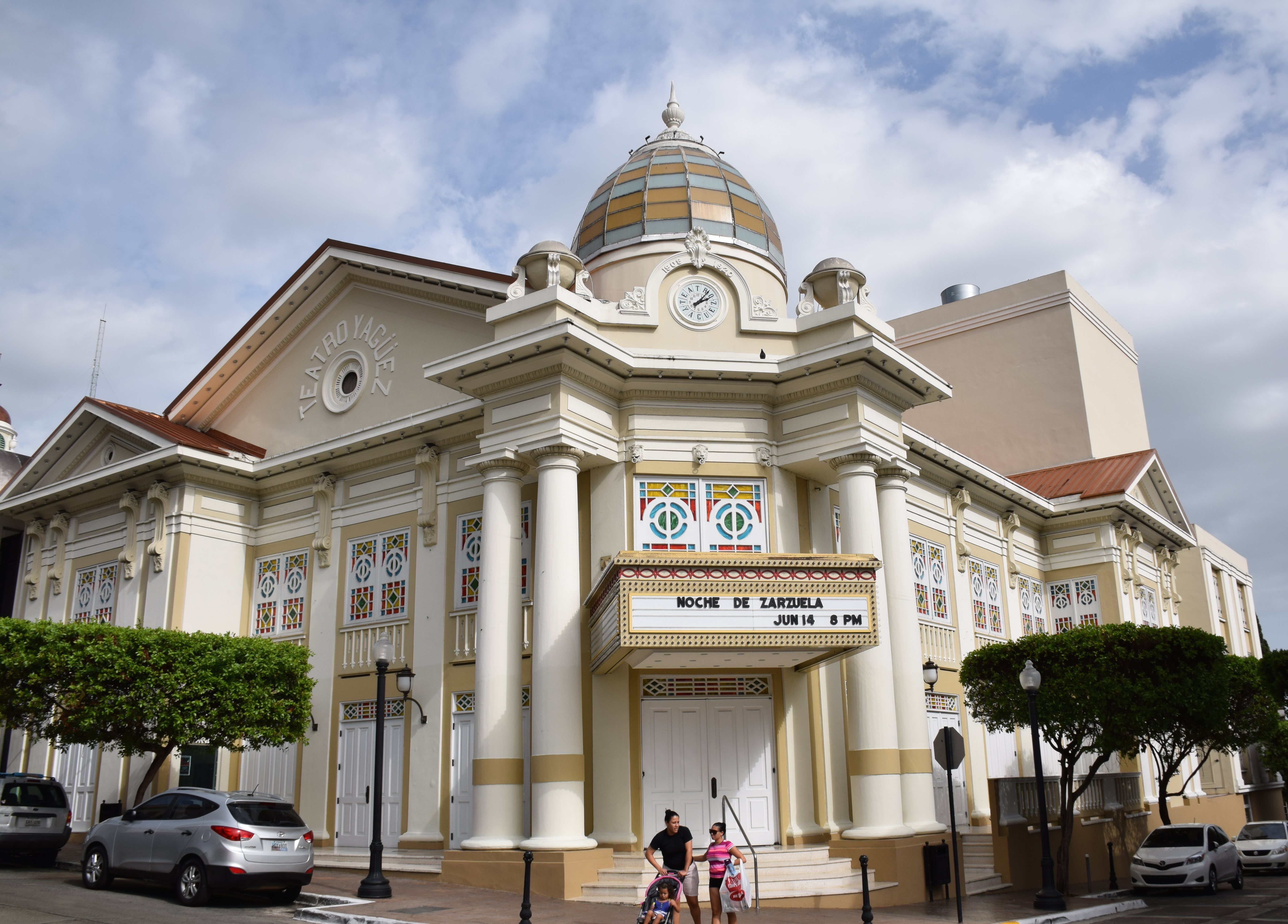
Teatre Yagüez

El municipi està dividit en 21 barris: Algarrobos, Bateyes, Guanajibo, illa de Mona i illot Monito, Juan Alonso, Leguísamo, Limón, Malezas, Mayagüez Pueblo, Mayagüez Arriba, Miradero, Montoso, Naranjales, Quebrada Grande, Quemado, Río Cañas Abajo, Río Cañas Arriba, Río Hondo, Rosario, Sábalos i Sabanetas.
El 8 de maig de 2015 fou inaugurada a Mayagüez Pueblo la Casa Museo Defilló, la casa on va néixer Pilar Defilló Amiguet, mare d'Enric i Pau Casals i Defilló, al Carrer Mendez Vigo 21 de Mayagüez, construïda l'any 1841 i restaurada per convertir-se en un espai cultural relacionat amb Pau Casals. A Mayagüez Pueblo també es troba la Catedral de Nuestra Señora de la Candelaria, construïda el 1763.